# Pro Wrestling
Pro Wrestling är ett TV-spel till NES från 1986. Man kan vara både en och två spelare i Pro Wrestling. I singelplayer-läget möter man sina motståndare i mästerskap och i multiplayer-läget möter man varandra i matcher bäst av tre. Det finns sex olika wrestlare att välja mellan. Var och en av dessa har sina egna unika färdigheter och specialattacker som man kan utnyttja genom olika knapptryckningar. 
Under en match är det möjligt att hamna utanför ringen. I samma stund detta sker startar domaren en nedräkning på 20 sekunder. Om man inte lyckas ta sig upp igen inom den angivna tiden förlorar man matchen. Detta kan hända båda kombattanterna och då blir resultatet oavgjort. 
När spelaren vunnit en match visas den grammatiskt felaktiga texten "A winner is you". 

## Valbara wrestlers med resp. specialattack
- Fighter Hayabusa - Back Brain Kick
- Starman - Somersault Kick, Flying Cross Chop
- Kin Corn Karn - Karate Kick, Mongolian Chop
- Giant Panther - Iron Claw, Head Butt
- The Amazon - Piranha Bite, Outlaw Choke
- King Slender - Back Breaker

### Fotnoter
1. 1 2 3  ”Pro Wrestling”. NES DB. 22 mars 1986. Arkiverad från originalet den 27 april 2014. https://web.archive.org/web/20140427012318/http://www.nesdb.se/game_more.php?id=1174&rid=3. Läst 27 april 2014.